# MC Lyte
Lana Michele Moorer (Brooklyn, 11 de Outubro de 1971) é uma rapper estadunidense que desde 1988 tem lançado álbuns e singles pelo mercado musical.  Ela foi a primeira artista feminina de Hip Hop a receber um disco de ouro com mais de 500.000 unidades vendidas.

## Discografia

### Álbuns de estúdio
| Ano  | Álbum                                                                           | Tabelas musicais | Tabelas musicais |
| Ano  | Álbum                                                                           | U.S.             | U.S. R&B         |
| ---- | ------------------------------------------------------------------------------- | ---------------- | ---------------- |
| 1988 | Lyte as a Rock - Lançado: 17 de Setembro de 1988 - Gravadora: First Priority    | –                | 50               |
| 1989 | Eyes on This - Lançado: 12 de Setembro de 1989 - Gravadora: First Priority      | 86               | 8                |
| 1991 | Act Like You Know - Lançado: 17 de Setembro de 1991 - Gravadora: First Priority | 102              | 14               |
| 1993 | Ain't No Other - Lançado: 22 de Junho de 1993 - Gravadora: First Priority       | 90               | 16               |
| 1996 | Bad As I Wanna B - Lançado: 27 de Agosto de 1996 - Gravadora: East West         | 59               | 11               |
| 1998 | Seven & Seven - Lançado: 18 de Agosto de 1998 - Gravadora: East West            | –                | 71               |
| 2003 | Da Undaground Heat, Vol. 1 - Lançado: 18 de Março de 2003 - Gravadora:iMusic    | –                | 95               |

### Álbuns de compilação
| Ano  | Álbum                                                                                   |
| ---- | --------------------------------------------------------------------------------------- |
| 1998 | Badder Than B-Fore - Lançado: 29 de Junho de 1998 - Gravadora: East West                |
| 2001 | The Very Best of MC Lyte - Lançado: 4 de Setembro de 2001 - Gravadora: Rhino            |
| 2003 | The Shit I Never Dropped - Lançado: 12 de Agosto de 2003 - Gravadora: Unda Ground Kings |
| 2005 | Rhyme Masters - Lançado: 4 de Outubro de 2005 - Gravadora: Flashback                    |

## Prêmios e indicações
| Ano  | Trabalho                                                    | Prêmio                                                   | Resultado |
| ---- | ----------------------------------------------------------- | -------------------------------------------------------- | --------- |
| 1993 | "Ruffneck"                                                  | Grammy Award—Best Rap Performance - Solo                 | Nominated |
| 1995 | "You Want This" com Janet Jackson                           | Soul Train Music Awards—Music Video of the Year          | Nomeada   |
| 1995 | "I Wanna Be Down" (Remix) com Brandy, Yo-Yo e Queen Latifah | MTV Music Award—Best Rap Video                           | Nomeada   |
| 1996 | "Keep On, Keepin' On" com Xscape                            | Soul Train Music Awards—Best R&B/Soul or Rap Music Video | Ganhou    |
| 2003 | "Ride Wit Me"                                               | Grammy Award—Best Rap Solo Performance - Female          | Nomeada   |
| 2003 | "Ride Wit Me"                                               | BET Awards—Best Rap Solo Performance - Female            | Nomeada   |